# Philharmonisches Kammerorchester Kyōto
Das Philharmonische Kammerorchester Kyōto (jap. 特定非営利活動法人 京都フィルハーモニー室内合奏団, Tokutei Hieiri Katsudō Hōjin Kyōto Firuhāmonī Shitsunai Gassōdan) ist ein professionelles japanisches Kammerorchester in Kyōto. Es wurde 1972 gegründet, ist seit 2000 eine NGO und als solche außerordentliches Mitglied der japanischen Orchester-Vereinigung. Das Ensemble besteht zurzeit aus 15 Musikern, die sich insbesondere mit Konzerten um die musikalische Bildung an Grundschulen in der Präfektur Kyōto bemühen. Seit der Gründung hat das Ensemble an 2900 Schulen konzertiert. Daneben gibt das Ensemble Kammerkonzerte und begleitet Rakugo, Kyōgen und Bunraku Aufführungen. Gegenwärtig wird das Ensemble von Ichirō Satō dirigiert. 2002 tourte das Ensemble durch Italien, 2005 spielte es eine öffentliche Probe unter der Leitung von Nikolaus Harnoncourt, der anlässlich der Verleihung des Kyōto-Preises nach Japan gekommen war.

## Mitglieder des Ensembles
- Mayumi Morimoto – Violine
- Yuka Iwamoto – Violine
- Minako Matsuda – Viola
- Yasuo Ueda – Cello
- Yasunori Kanazawa – Kontrabass
- Eriko Ichikawa – Querflöte
- Sayaka Kishi – Oboe
- Manabu Matsuda – Klarinette
- Emi Ogawa – Fagott
- Yumi Mido – Horn
- Hiroyuki Murai – Posaune
- Masayuki Koshikawa – Perkussion
- Koichi Hibi – Gast Konzertmeister
- Shinji Shaku – Gast Konzertmeister